# Jean Tirole
Jean Marcel Tirole (Troyes, 9 augustus 1953) is een Frans hoogleraar economie. 

## Biografie
Tirole werkt op de gebieden van de industriële organisatie, de speltheorie, bankwezen en financiën, en economie en psychologie. Hij is directeur van de Jean-Jacques Laffont Foundation aan de Toulouse School of Economics, een onderdeel van de universiteit van Toulouse.
Na het behalen van zijn doctoraat aan MIT in 1981 werkte hij tot 1984 als onderzoeker bij de École nationale des ponts et chaussées. Van 1984 tot 1991 werkte hij als hoogleraar economie aan MIT. Hij was in 1998 voorzitter van de Econometric Society en in 2001 van de European Economic Association. Hij is nog steeds aan MIT verbonden, waar hij gastprofessor is.

## Nobelprijs
Jean Tirole won in 2014 de Prijs van de Zweedse Rijksbank voor economie, ook aangeduid als de Nobelprijs voor Economie "voor zijn analyse van de kracht van de markt en regulering".

## Eerbetoon
Jean Tirole is in de loop van zijn carrière vaak geëerd geworden. Hij is onder meer:
- eredoctor van de Université libre de Bruxelles (1989),
- eredoctor van de London Business School (2007),
- eredoctor van de universiteit van Montréal (2007),
- eredoctor van de universiteit van Mannheim (2011),
- eredoctor van de Athens University of Economics and Business (2012),
- eredoctor van de Universiteit van Rome Tor Vergata (2012).

Sinds 2011 is hij verkozen tot lid van de Académie des sciences morales et politiques te Parijs.

## Publicaties
Tirole is de auteur van verschillende boeken, en circa tweehonderd artikelen in het Engels en dertig in het Frans.
- Dynamic Models of Oligopoly (met Drew Fudenberg), Harwood Academic Publishers GMbH, 1986.
- The Theory of Industrial Organization, MIT Press, 1988.
- Game Theory (met Drew Fudenberg), MIT Press, 1991
- A Theory of Incentives in Regulation and Procurement (met Jean-Jacques Laffont), MIT Press, 1993.
- The Prudential Regulation of Banks (met Mathias Dewatripont), MIT Press, 1994.
- Competition in Telecommunications (met Jean-Jacques Laffont) MIT Press, 1999.
- Financial Crises, Liquidity and the International Monetary System, Princeton University Press, 2002.
- The Theory of Corporate Finance, Princeton University Press, 2005.
- Balancing the Banks (met Mathias Dewatripont en Jean-Charles Rochet), Princeton University Press, 2010.
- Inside and Outside Liquidity (met Bengt Holmström), MIT Press, 2011.

1969: Frisch, Tinbergen ·
1970 : Samuelson ·
1971: Kuznets ·
1972: Hicks, Arrow ·
1973: Leontief ·
1974: Myrdal, Hayek ·
1975: Kantorovitsj, Koopmans ·
1976: Friedman ·
1977: Ohlin, Meade ·
1978: Simon ·
1979: Schultz, Lewis ·
1980: Klein ·
1981: Tobin ·
1982: Stigler ·
1983: Debreu ·
1984: Stone ·
1985: Modigliani ·
1986: Buchanan ·
1987: Solow ·
1988: Allais ·
1989: Haavelmo ·
1990: Markowitz, Miller, Sharpe ·
1991: Coase ·
1992: Becker ·
1993: Fogel, North ·
1994: Harsanyi, Nash, Selten ·
1995: Lucas ·
1996: Mirrlees, Vickrey ·
1997: Merton, Scholes ·
1998: Sen ·
1999: Mundell ·
2000: Heckman, McFadden ·
2001: Akerlof, Spence, Stiglitz ·
2002: Kahneman, Smith ·
2003: Engle, Granger ·
2004: Kydland, Prescott ·
2005: Aumann, Schelling ·
2006: Phelps ·
2007: Hurwicz, Maskin, Myerson ·
2008: Krugman ·
2009: Ostrom, Williamson ·
2010: Diamond, Mortensen, Pissarides ·
2011: Sims, Sargent ·
2012: Roth, Shapley  ·
2013: Fama, Hansen, Shiller  ·
2014: Tirole  ·
2015: Deaton  ·
2016: Hart, Holmström ·
2017: Thaler ·
2018: Nordhaus, Romer ·
2019: Banerjee, Duflo, Kremer ·
2020: Milgrom, Wilson ·
2021: Imbens, Angrist, Card ·
2022: Bernanke, Diamond, Dybvig ·
2023: Goldin ·
2024: Acemoglu, Johnson, Robinson
- Bibsys: 90359105
- Biblioteca Nacional de Chile: 000190605
- Biblioteca Nacional de España: XX1137046
- Bibliothèque nationale de France: cb12051073x (data)
- Catàleg d'autoritats de noms i títols de Catalunya: 981058514794006706
- CiNii: DA00934943
- DBLP: 29/9491
- Gemeinsame Normdatei: 11488014X
- International Standard Name Identifier: 0000 0001 2143 8798
- Library of Congress Control Number: n85339961
- Nationale Bibliotheek van Letland: 000030849
- Mathematics Genealogy Project: 133333
- Bibliotheek van het Japanse parlement: 00479210
- Nationale Bibliotheek van Tsjechië: vse2005270983
- Nationale bibliotheek van Australië: 35902133
- Nationale Bibliotheek van Israël: 987007445543405171
- Nationale Bibliotheek van Polen: a0000002954177
- Nationale en Universitaire bibliotheek Zagreb: 000041562
- Nederlandse Thesaurus van Auteursnamen: 07257397X
- Réseau des bibliothèques de Suisse occidentale: 02-A003902531
- Istituto Centrale per il Catalogo Unico: CFIV115033
- Système universitaire de documentation: 028736036
- Trove: 1138478
- Virtual International Authority File: 93736926
- WorldCat: E39PBJxmCgxpJTQGfMhjHYR7pP